# Dodecadodecaedru icositrunchiat
În geometrie dodecadodecaedrul icositrunchiat este un poliedru stelat uniform, cu indicele U45. Are 44 de fețe (20 de hexagoane, 12  decagoane și 12 decagrame), 180 de laturi și 120 de vârfuri. Având 44 de fețe este un tetracontatetraedru neconvex. Un poliedru neconvex are fețe care se intersectează care nu reprezintă muchii sau fețe noi. Doar cele marcate cu sfere aurii sunt vârfuri, iar cele cu linii argintii sunt laturi.
Are simbolurile Schläfli t{3,5/2} sau t0,1{3,5/2} ca o trunchiere a marelui icosaedru, simbolurile Wythoff 3 5 5/3 | și diagrama Coxeter .

## Mărimi asociate

### Coordonate carteziene
coordonatele carteziene ale vârfurilor sale, cu lungimea laturii 2, centrat în origine, sunt toate permutările pare ale:
{\displaystyle \left(\,\pm 1,\,\pm (2-\varphi ),\,\pm (3\varphi -1)\,\right)}
{\displaystyle \left(\,\pm 1,\,\pm (2+\varphi ),\,\pm (3-\varphi )\,\right)}
{\displaystyle \left(\,\pm 2,\,\pm 2(\varphi -1),\,\pm 2\varphi \,\right)}
{\displaystyle \left(\,\pm 3,\,\pm (2-\varphi ),\,\pm (\varphi +1)\,\right)}
{\displaystyle \left(\,\pm 1,\,\pm (3\varphi -2),\,\pm (\varphi +1)\,\right)}
unde {\displaystyle \varphi ={\frac {1+{\sqrt {5}}}{2}}} este secțiunea de aur.

### Raza sferei circumscrise
Raza sferei circumscrise pentru lungimea laturilor egală cu a este:
{\displaystyle R=2\,a.}

### Volum
Următoarea formulă pentru volum V este stabilită pentru lungimea laturilor tuturor poligoanelor (care sunt regulate) a:
{\displaystyle V=80\,a^{3}.}

## Poliedre înrudite

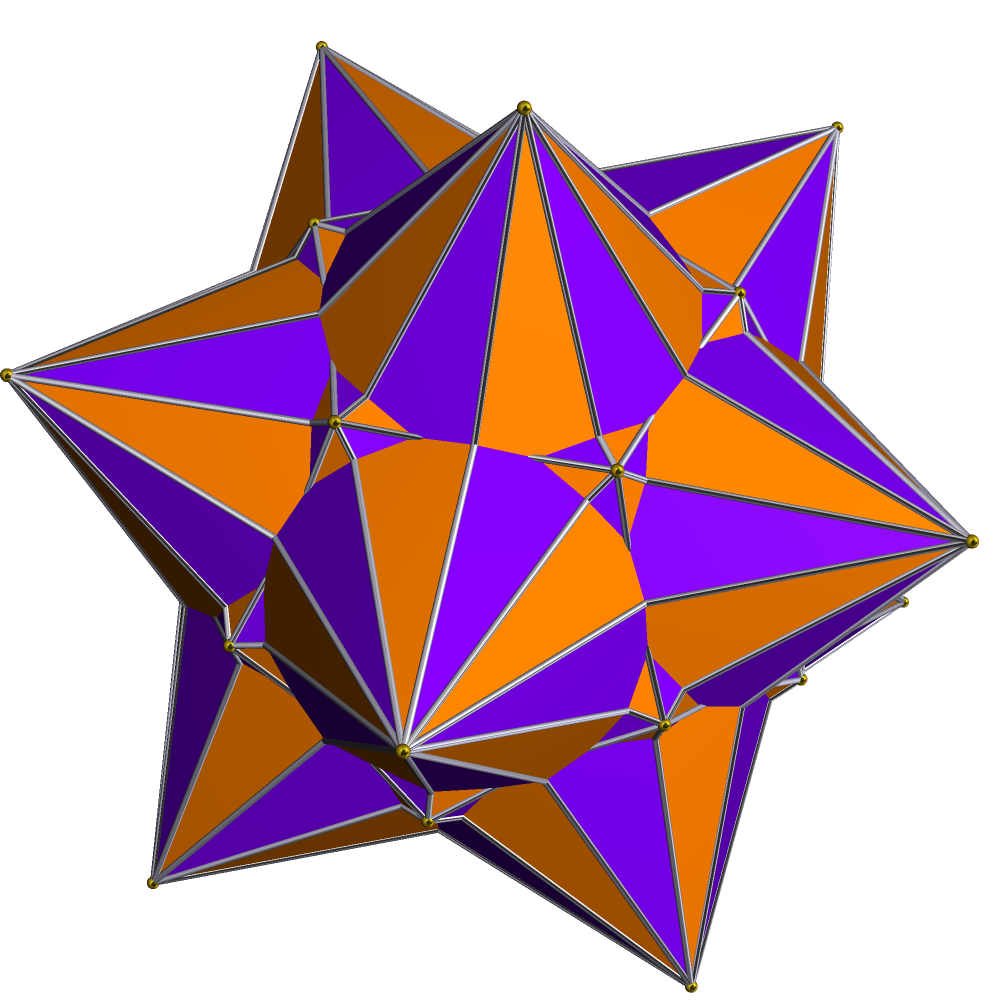
Dual: icosaedru tridiakis

[[Anvelopă convexă |Anvelopa sa convexă este icosidodecaedrul trunchiat neuniform.
| Icosidodecaedru trunchiat | Anvelopa convexă | Dodecadodecaedru icositrunchiat |

### Poliedru dual
Dualul său este icosaedrul tridiakis.